# Nogosari (Rowokangkung)
Nogosari is een bestuurslaag in het regentschap Lumajang van de provincie Oost-Java, Indonesië. Nogosari telt 3623 inwoners (volkstelling 2010).